# A Jazz Holiday
A Jazz Holiday er et jazz album af Benny Goodman. det blev lavet i 1928 og blev udgivet i 1973.

## Spor
1. "A Jazz Holiday"
2. "'Deed I Do"
3. "Buy, Buy For Baby"
4. "Bashful Baby"
5. "Yellow Dog Blues"
6. "Dinah"
7. "Carolina In The Morning"
8. "Who"
9. "How Come You Do Me Like You Do?"
10. "Royal Garden Blues"
11. "I'm Crazy 'Bout My Baby"
12. "Crazy 'Bout My Gal"
13. "Railroad Man"
14. "Sweetest Melody"
15. "Mysterious Mose"
16. "That's A Plenty"
17. "Clarinetitis"
18. "Jungle Blues"
19. "Room 1411"
20. "Blue"
21. "After A While"
22. "Basin Street Blues"
23. "Farewell Blues"